# Danina Coelho

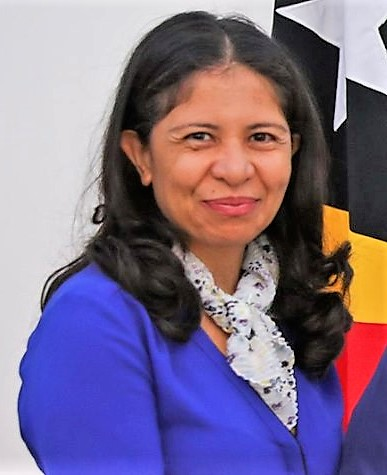
Danina Coelho (2019)

Danina Isabel Coelho da Silva ist eine Medizinerin in Osttimor und Expertin für Infektionskrankheiten.

## Werdegang
Coelho absolvierte ihr Studium an der medizinischen Fakultät der Universität Porto und arbeitete für den Dienst für Infektionskrankheiten des Hospital de S. João in Porto. Später wechselte sie an die Stanford International Clinic der Stanford University als Fachärztin für Infektionskrankheiten.
In Osttimor war sie unter Minister Sérgio Lobo Beraterin für Infektionskrankheiten für das Gesundheitsministerium und die Entwicklung des Hospital Nacional Guido Valadares (HNGV), dem größten Krankenhaus des Landes. Hier baute sie 2014 die Hepatitisklinik des Hospitals auf. Als Beraterin des Präsidenten der Região Administrativa Especial de Oe-Cusse Ambeno (RAEOA) gründete sie ein kardiologisches Zentrum in Zusammenarbeit mit dem Centro Hospitalar e Universitário de Coimbra.
Am 23. März 2020 wurde Coelho im Zuge der COVID-19-Pandemie in Osttimor in die von der Regierung eingerichtete Kommission zur Beratung und Bewertung von Strategien zur Prävention und Bekämpfung der Coronavirus-Pandemie (tetum Komisaun Akompañamentu no Avaliasaun Estratéjia ba Prevensaun no Kombate Pandemia Koronavírus) berufen, nachdem in Osttimor der erste Coronafall aufgetreten war. In dieser Funktion wurde sie zur Entscheidung über die Ausrufung des Nationalen Notstands vom Nationalen Sicherheitsrat als Gast geladen.
Coelho ist Mitglied der Australasian Association for Infectious Diseases (ASID), Präsidentin der Associação dos Medicos de Timor-Leste in der RAEOA und Vize-Generalsekretärin der Organização Popular de Mulheres Timorense (OPMT), der Frauenorganisation der FRETILIN.

## Veröffentlichungen
- Danina Coelho et al.: Aspergillus viridinutans: an agent of adult chronic invasive aspergillosis, Medical mycology 2011.